# Ohio Floods
Ohio Floods è un cortometraggio muto del 1913. Nei credit non appare né il nome del regista né quello dell'operatore del documentario.

## Produzione
Il film fu prodotto dalla Essanay Film Manufacturing Company.

## Distribuzione
Distribuito dalla General Film Company, il film - un cortometraggio di una bobina - uscì nelle sale cinematografiche USA il 1º aprile 1913. Fa parte di Tornado and Flood Specials, un programma presentato dalla General che includeva i documentari Omaha, Nebraska Tornado, Dayton, Ohio Flood Disaster e Ohio and Indiana Floods.